# Referendum in Romania del 1986
Il referendum in Romania del 1986 è stato una consultazione referendaria svoltasi il 23 novembre 1986 per chiedere agli elettori se approvassero la riduzione del 5% degli armamenti, delle truppe e delle spese militari dell'Esercito Popolare Rumeno da parte della Repubblica Socialista di Romania Secondo i risultati ufficiali, la proposta fu approvata dal 100% degli elettori, con nessun voto contrario e solo 228 elettori astenuti su 17,6 milioni registrati.

## Contesto

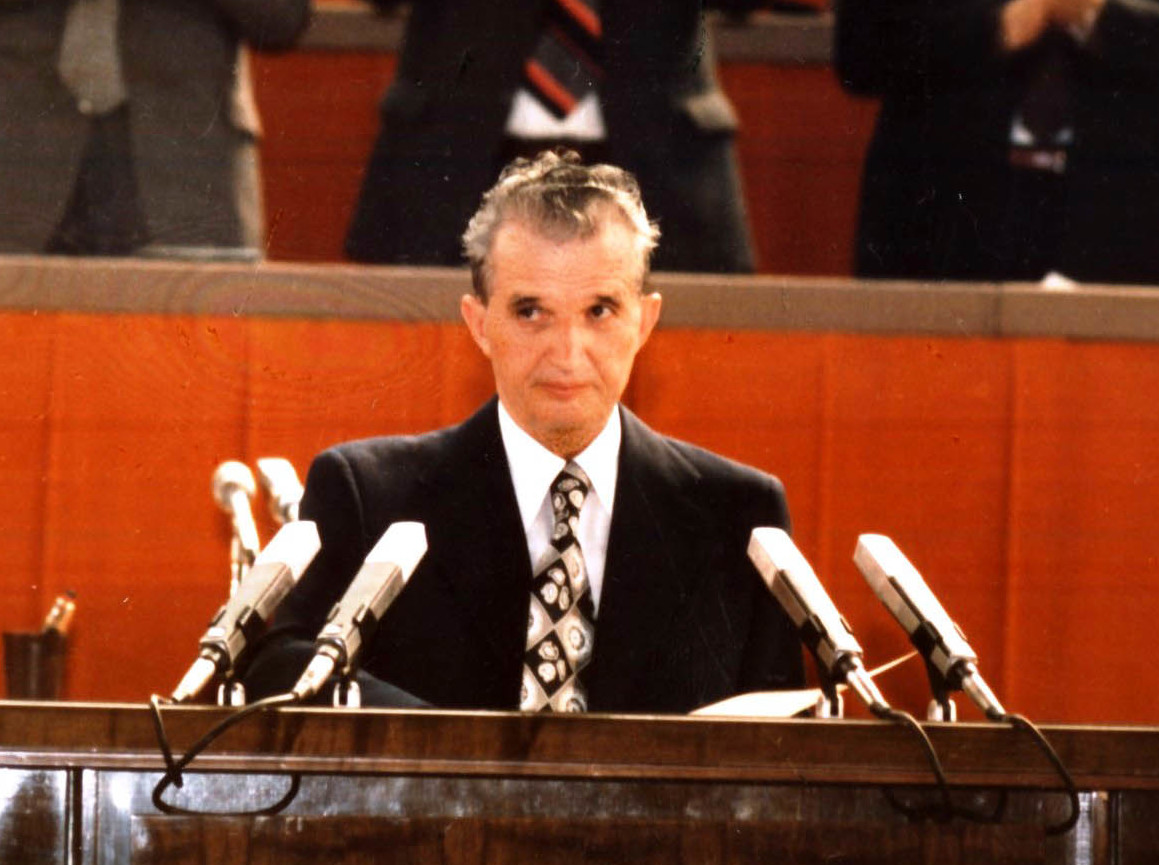
Nicolae Ceaușescu nel 1986

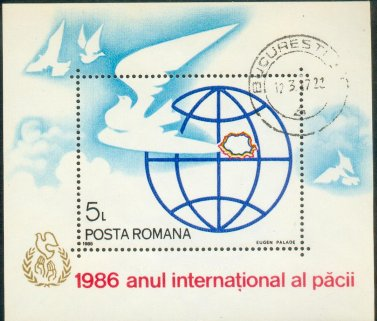
Francobollo commemorativo dell'anno internazionale della pace 1986 emesso dalle poste romene

In occasione dell'Anno internazionale della pace istituito dalle Nazioni Unite, su proposta del presidente Nicolae Ceaușescu, il 23 ottobre 1986 la Grande Assemblea Nazionale modificò l'articolo 43, comma 3 della Costituzione per consentire i referendum.
Lo stesso giorno fu promulgata la legge n. 20/1986 sulla riduzione delle spese per le armi, che prevedeva l'indizione di un referendum confermativo su di essa. Il Consiglio di Stato presieduto da Ceauşescu fissò la data del referendum con il decreto n. 360 del 5 novembre 1986, che estese il diritto di voto anche ai giovani maggiori di 14 anni.
La sera del venerdì precedente al voto, venne organizzata un'imponente manifestazione di massa, dove Ceaușescu annunciò un taglio della spesa militare pari a 1,35 miliardi di lei (equivalenti a 130 milioni di dollari statunitensi dell'epoca, in effetti molto più del 5% del budget militare annuale che era stato annunciato per quell'anno in 12 miliardi di dollari), allo scopo di persuadere i leader mondiali "ad agire per fermare la corsa irrazionale agli armamenti". Il Conducător aggiunse inoltre: "Ho la ferma convinzione che tutta la nostra nazione sarà unanime nel dire un deciso sì", richiedendo agli elettori di scrivere il proprio nome sulla scheda elettorale.
Il giorno del voto, Ceaușescu dichiarò:

## Risultati
Per il referendum risultarono iscritti 16.073.845 elettori, di cui 16.073.621 si recarono alle urne. Il corpo elettorale comprendeva anche 1.577.357 giovani di età compresa tra i 14 e i 18 anni, di cui 1.577.353 votanti.
| Scelta                                  | voti       | %      |
| --------------------------------------- | ---------- | ------ |
| Sì                                      | 17 650 974 | 100,00 |
| No                                      | 0          | 0,00   |
| bianche/nulle                           | 0          | –      |
| Totale                                  | 17 650 974 | 100,00 |
| Elettori registrati/affluenza alle urne | 17 651 202 | 99,99  |
| Fonte: Democrazia Diretta               |            |        |

## Conseguenze
Per effetto del referendum, la Repubblica Socialista di Romania ridusse l'Armata Populară Română di 10.000 soldati, 250 carri armati e altri veicoli armati, 130 cannoni e lanciamine e 26 aerei da combattimento ed elicotteri, mentre le spese militari furono tagliate di 1,35 miliardi di lei. Le risorse umane e finanziarie risparmiate furono destinate a programmi di sviluppo economico e sociale. I mezzi militari vennero reimpiegati, come ad esempio i carri armati vennero disarmati e utilizzati nell'agricoltura e per potenziare i programmi per l'irrigazione. Ceaușescu lanciò un appello agli stati europei, agli Stati Uniti d'America e al Canada affinché anche loro unilateralmente riducessero del 5% gli armamenti, le truppe e le spese militari, nella convinzione che tale diminuzione non avrebbe compromesso le loro capacità militari difensive, ma avrebbe contribuito a facilitare il dialogo per i negoziati sul disarmo.